# KGKT
A 7,62 mm-es KGKT géppuska gázelvételes rendszerű sorozatlövő fegyver.  A második világháborús orosz Goryunov SGMT továbbfejlesztése.
Nyíltan elhelyezkedő csoportokra és tűzeszközökre 100 m távolságon belül, légi célpontokra 500 m-en belül hatásosan alkalmazható. Fő tüzelési módja a rövid sorozat (5-10) és a hosszú sorozat (15-30 lövés). A lőszer adagolása 250 tagú, fém töltényhevederből történik. A lövések kiváltása mind mechanikus úton, mind elektromos úton végrehajtható. Sokoldalú fegyverként többféle járműre volt rögzíthető, ezek egyike a PSZH. Működtetését a toronylövész bal kézzel végzi.